# جيوفري لينغ
جيوفري لينغ (بالإنجليزية: Geoffrey Ling)‏ هو عسكري أمريكي، ولد في القرن العشرين في بالتيمور في الولايات المتحدة.